# Adventhaus (Hamburg Grindel)

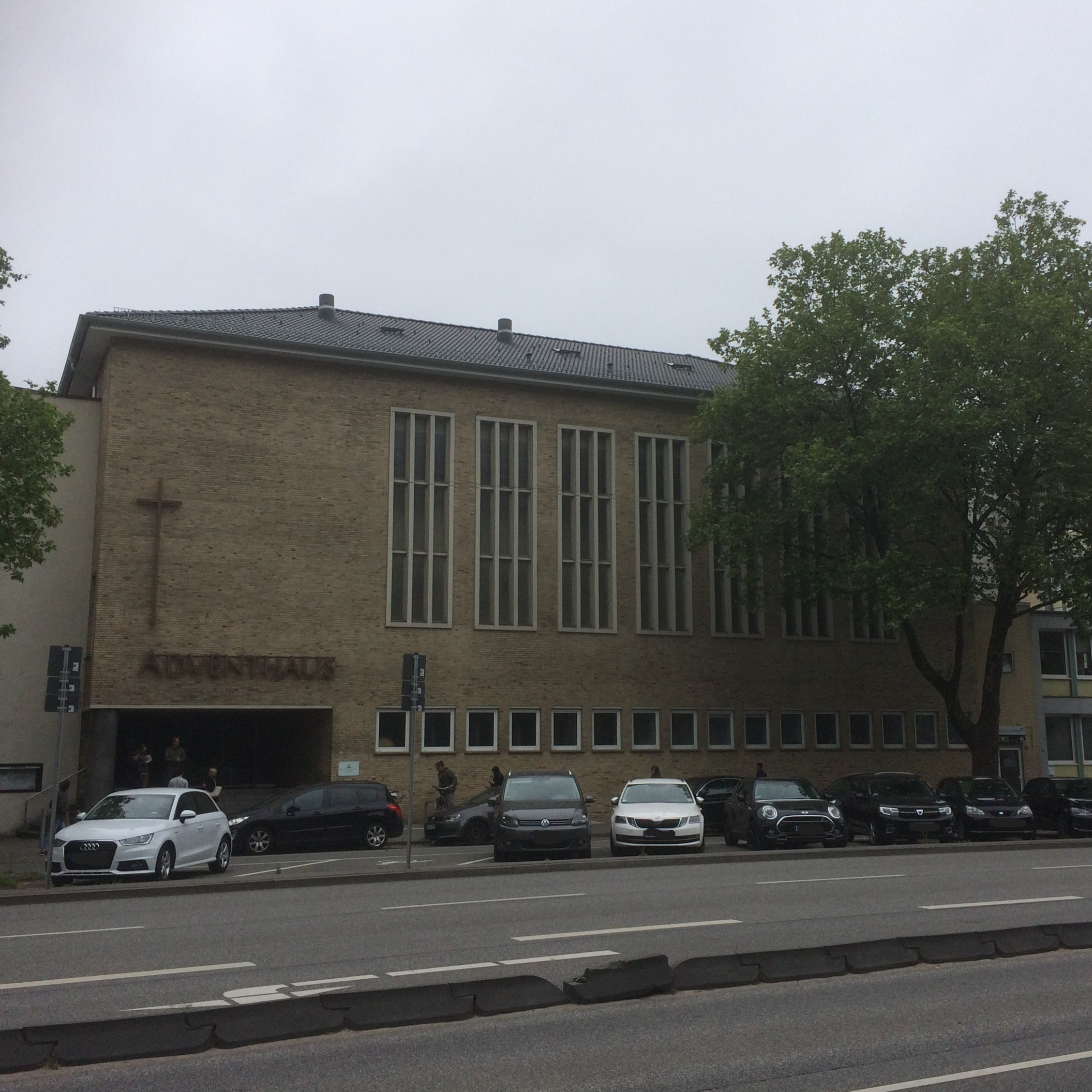
Grindelkirche Adventhaus Grindelberg 15

Das heutige Adventhaus der Siebenten-Tags-Adventisten (STA) am Grindelberg, heute Grindelkirche genannt, in Hamburg ist das einzig verbliebene Zeugnis des ursprünglichen Europäischen Missionszentrums, von 1895 bis 1994. Es waren dort zeitweise angesiedelt: eine Missionsschule, ein Verlag mit Druckerei, Teile einer Nährmittelfabrik (DE-VAU-GE) sowie das administrative Zentrum der Siebenten-Tags-Adventisten in Europa, welches auch für Afrika und Teile Asiens zuständig war. Bis heute besteht ein Freikirchliches Gemeindezentrum mit Kindergarten und Regionaler Verwaltung (Hanse Vereinigung der STA). Es wurde von 1952 bis 1953 erbaut.

## Lage
Der Grindelberg wird gewöhnlich mit dem Stadtquartier Grindel im Stadtteil Rotherbaum (Bezirk Eimsbüttel) in Verbindung gebracht, Der Grindelberg gehört jedoch zu Harvestehude. Der ursprünglich städtebauliche Bezug zum heutigen Quartier Harvestehude ging durch die Kriegszerstörungen sowie die städtebauliche Neuordnung des Carrees Oberstraße, Brahmsallee, Hallerstraße und Grindelberg (siehe Grindelhochhäuser) nahezu vollständig verloren.
Die städtebauliche Bebauung des Grindelbergs in der Zeit der Entstehung des Adventhauses, war in etwa so, wie heute z. B. in der Hochallee noch zu finden. Der Grindelberg war gekennzeichnet von Vorgärten Stadthäusern mit Altanen, in zwei- bis dreigeschossiger lockerer Blockrandbebauung. Das erste Adventhaus (Vorgängerbau) war deutlich zurückgesetzt von der Straßenansicht, der ehem. Bebauung Grindelberg 15a angeordnet.
Der Nachkriegsbau nimmt die Idee der Blockrandbebauung wieder auf und folgt dem Straßenverlauf nach Norden.

## Vorgeschichte
Seit ca. Mitte der 1880er Jahre sind Einzelne Siebenten-Tags-Adventisten in Hamburg nachweisbar. Im November 1886 war Ludwig Richard Conradi zum ersten Mal in der Stadt und veröffentlicht einen Bericht. Seit dieser Zeit bemühte Conradi sich darum in Hamburg ein Missionszentrum zu gründen. 1889/1890 wurden durch ihn in St. Pauli in der Sophienstraße 41 – heute Detlev-Bremer-Straße 43 (Ecke Seilerstraße) – Wohn- und Geschäftsräume angemietet. Durch den Mitgliederzuwachs in Hamburg und Deutschland entstanden in rascher Folge Missionsschule, Verlagsniederlassung und eine Schiffsmission. Die Räume in St. Pauli wurden schnell zu klein, so dass in Hamburg ein größeres Anwesen oder Grundstück gesucht wurde. Die Überlegungen zum Kauf von Objekten in der Fettstraße und am Schlump zerschlugen sich.
Im Jahr 1893 wurde das methodistische Schwesternwohnheim „Bethanien“ am damaligen Grindelberg 15a erworben. Als Rechtsträger der Liegenschaft wurde der „Hamburger Verein der Siebenten Tag-Adventisten (r.V.)“ gegründet, der bis heute die Liegenschaft verwaltet. Das bestehende Stadthaus wurde auf dem nordwestlichen Teil des Grundstückes durch ein Kapellengebäude (Adventhaus), in etwa in der Grundfläche 10,5 m × 20 m im Jahr 1894–1895 ergänzt. Neben einem Kirchensaal für bis zu 450 Personen im ersten und zweiten Obergeschoss, entstanden im Erdgeschoss Räume für die Ausbildung, Verlagslager und eine Waschküche. Von Anfang an verfügte die Gebäude über eine Zentralheizung. Ausgehend von dem Grundstück Grindelberg 15a wurde schrittweise die Liegenschaft nach Norden erweitert. Durch Kirchenverwaltung, Verlag, Druckerei usw.
Durch die Ereignisse des Zweiten Weltkriegs kam es zu massiven Teilzerstörungen des Anwesens im Juli 1943 (Operation Gomorrha).

## Geschichte
Nach ersten provisorischen Herrichtungen der teilzerstörten Gebäude bis 1948, kam es zu einer Neuordnung der Liegenschaft, die in dem Bau des heutigen Adventhauses mündeten. Unter dem bedeutenden Kirchbauspezialist und Architekten Rudolf Jäger entstand ein großzügiger Sakralbau von 1952 bis 1953.

## Beschreibung

### Außen
Im Gegensatz zum Vorgängerbau von 1893/1895, der geostet war sowie im städtebaulichen Gefüge kaum wahrnehmbar, ist der heutige Bau genordet und hat eine klare und akzentuierte Kubatur.
In der kleinteiligeren Hinterhofbebauung blieb jedoch der alte Sakralbau, als dreigeschossiger Bau mit Flachdach und orthogonaler Apsis, nach Osten, als Gewerbe- und Wirtschaftsgebäude in einer rudimentärer Grundformation erhalten.
Das heutige Adventhaus Grindelberg stellt sich als schlichter monolithischer Quader mit flachem Walmdach längs am Grindelberg dar. Ein etwas zurückgesetzter Annex schließt die Straßenfront nach Süden ab. Das Gebäude ist unverputzt und hat eine helle Klinkerfassade (Gail’sche Klinker). Sieben große Fenster lassen den Kirchensaal im ersten Obergeschoss deutlich erkennen. Ebenso wird die sakrale Nutzung durch ein Metallkreuz und den Schriftzug „Adventhaus“ sichtbar.

### Innenraum
Der Kirchensaal, im ersten Obergeschoß, hat bewusst zum Grindelberg sieben fast raumhohe Fenster und sechs Fenster an der Hofseite. Die Volkskundlerin Irmgard Simon (1915–2017) erklärt die Besonderheit und Symbolik so:

„In einem Hamburger Adventhaus ist die Hofseite, die die Arbeitsstätten begrenzt, mit sechs Fenstern ausgestattet: die Zahl Sechs wird zum Sinnbild der irdischen Arbeit des Menschen.“

Der Kirchensaal ist bis heute nahezu in bauzeitlicher Ausstattung erhalten geblieben. Der Saal besticht im Besonderen durch die zeittypische Strukturierung der flachen Decke und durch zwölf beeindruckende originale Leuchter vom Jahr 1953.
Vergleichbar einem Kino, hat der Kirchensaal nach Norden ein leichtes Gefälle und ist mit Klappsesseln fest bestuhlt.

#### Ausstattung
Wie bei stark evangelisch-reformiert geprägten Denominationen bzw. evangelischen Freikirchen besitzt der Kirchensaal nur sehr wenige raumgebundene Prinzipalien, zu nennen sind:

##### Ambo
Der bauzeitliche Ambo ist nicht mehr Bestandteil der Prinzipalien im Kirchensaal. Der ausgelagerte Ambo ist in ähnlich schlichter Weise gestaltet wir die Emporenbrüstung, ebenso auch konvex geschwungen wie diese.

##### Taufbecken
Das Taufbecken für die bei Siebenten-Tags-Adventisten praktizierte Erwachsenentaufe ist in den Boden, der rechteckigen Apsis (Nordseite) eingelassen. Es wird nur bei Taufhandlungen abgedeckt und ist dann sichtbar.

##### Mensa
Schlichter Tisch der in der Regel nur bei der Abendmahlsfeier im Kirchensaal Aufstellung findet. Die Mensa wird dann in der Regel nur mit weißen Leinentischdecken als Antependium versehen.

##### Kreuz
Großes lateinischen Holzkreuz ohne Korpus in der flachen, mittigen und  rechteckigen Apsis (Nordseite) eingelassen.

##### Orgel
Die Besitzerin des Hotel Reichs Hof, Martha Langer, in Hamburg auch bekannt als Madame Langer, war als Kirchenmitglied den Siebenten-Tags-Adventisten so verbunden, dass sie alleinig die Pfeifenorgel im Adventhaus im Jahr 1954 stiftete.

##### Künstlerische Ausmalung
Im Foyer, dass sich über beide Etagen erstreckt, befand sich ursprünglich ein monumentales mehrfarbiges Wandgemälde von einem Herrn Clausnitzer (restauriert und überarbeitet durch Emil Maier-F.). Da künstlerische Malereiausstattungen bei Sakralbauten der Siebenten-Tags-Adventisten sehr selten sind, geht u. a. bereits Irmgard Simon im Jahr 1965 darauf ein.
Dargestellt war die Himmelfahrtsszenerie gemäß Apostelgeschichte 1, 10 mit „zwei Männer in weißen Gewändern“, die hier in der abstrahierten Darstellung als androgyne Engelwesen dargestellt waren. In der Mitte ging die künstlerische Darstellung soweit in der Abstraktion, dass Christus nicht mehr in Person dargestellt war, sondern durch das durch geschwungene vertikale Linien gefasste Christusmonogramm Chi-Rho. Irmgard Simon schreibt dazu:

„Eine Bildgebung des Gottessohnes als des wahren Ebenbildes Gottes wird heute [im Jahr 1965] nur bedingt abgelehnt. Man macht [bei den Siebenten-Tags-Adventisten] einen Unterschied zwischen den Menschsein Jesu und Jesus als Gottheit: der auferstandene Christus darf nicht bildhaft dargestellt werden.“

Die mittige Basis des Monumentalgemäldes bildete das Zitat aus Apostelgeschichte 1.11b

„Dieser Jesus, welcher von euch ist aufgenommen gen Himmel, wird kommen, wie ihr ihn gesehen habt gen Himmel fahren.“

Dem bauzeitlichen Monumentalgemälde war ikonografisch der etwa mittige Pfeiler im Foyer des Erdgeschosses, mit seiner Kalligrafischen, mehrfarbigen Gestaltung, als inhaltliches Pendant zugeordnet. Die Gestaltung des Pfeilers blieb, im Gegensatz zum Wandbild vollständig erhalten (Stand 2023). Hier wird der für Siebenten-Tags-Adventisten wichtige Textabschnitt der Apokalypse des Johannes Kapitel 14 vollständige umlaufend wiedergegeben:

„6Und ich sah einen Engel fliegen mitten durch den Himmel, der hatte ein ewiges Evangelium zu verkündigen denen, die auf Erden wohnen, und allen Heiden und Geschlechtern und Sprachen und Völkern, 7und sprach mit großer Stimme: Fürchtet Gott und gebet ihm die Ehre; denn die Zeit seines Gerichts ist gekommen! Und betet an den, der gemacht hat Himmel und Erde und Meer und die Wasserbrunnen.“

Das bauzeitliche monumentale mehrfarbige Wandgemälde wurde in den 1980er Jahren durch eine Wandgestaltung (in Grisaille) in Sgraffitotechnik ersetzt. Dargestellt sind zwei androgyne Engelgestalten mit je einer Öllampe in der Hand. Durch die Plinthe, auf der die Engelgestalten stehen, ist die Anmutung eines aufgeschlagenen Buches zu erkennen, so dass den Betrachtenden die Interpretation der Darstellung des Alten und Neuen Testaments der Bibel nahegelegt wird.

## Bildergalerie

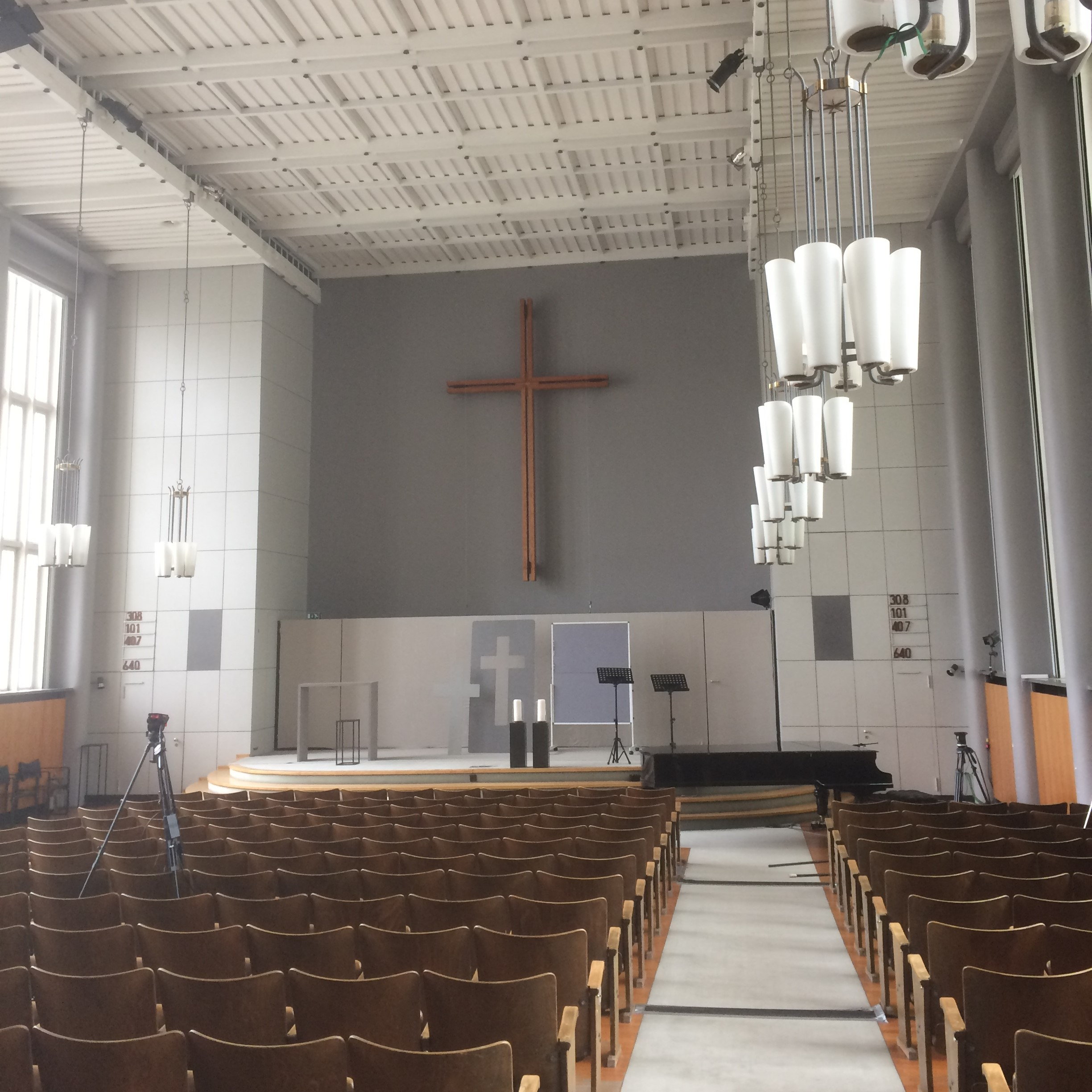
Adventhaus (Grindelkirche), Kirchensaal 1. OG (nach Norden)
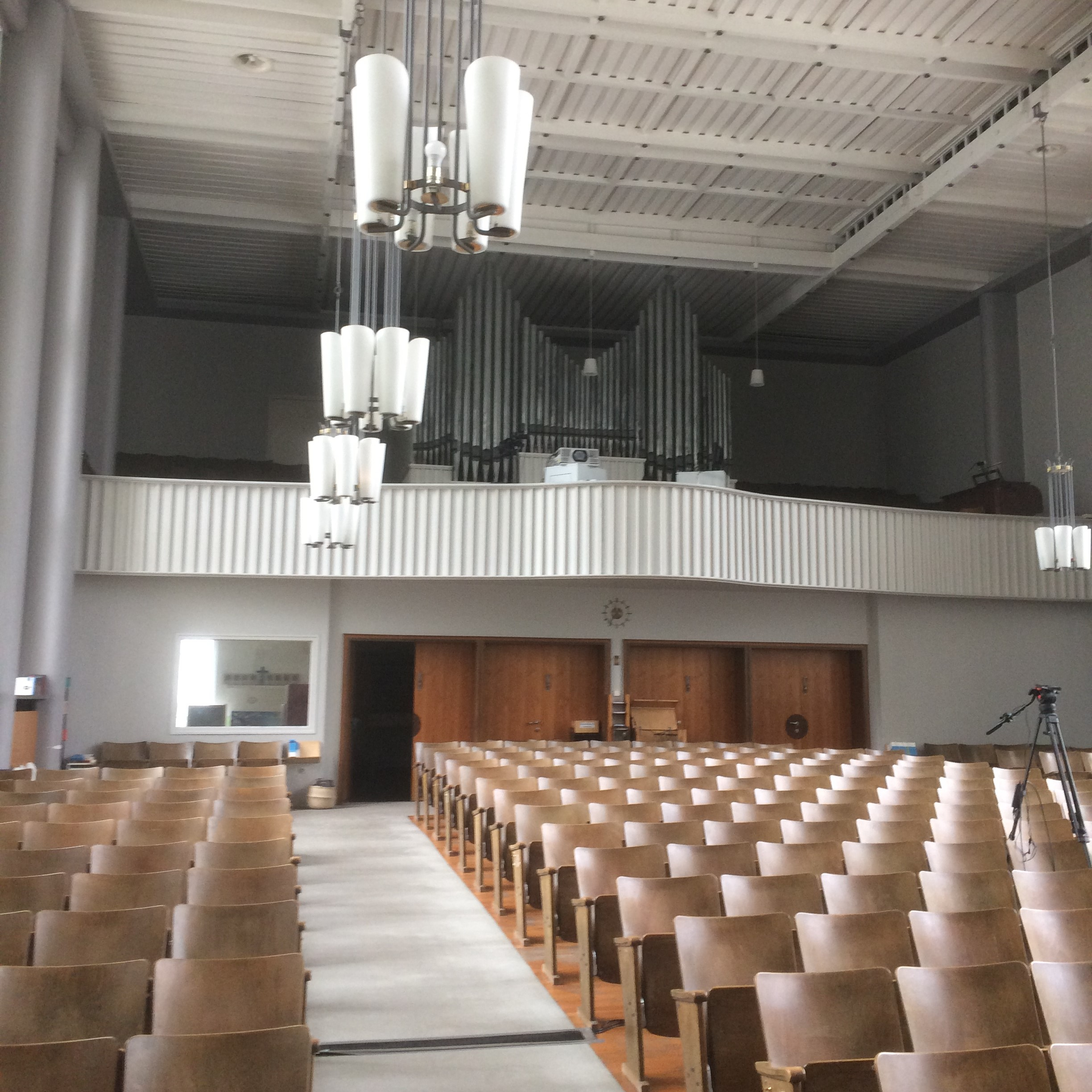
Adventhaus (Grindelkirche), Kirchensaal 1. OG (nach Süden)
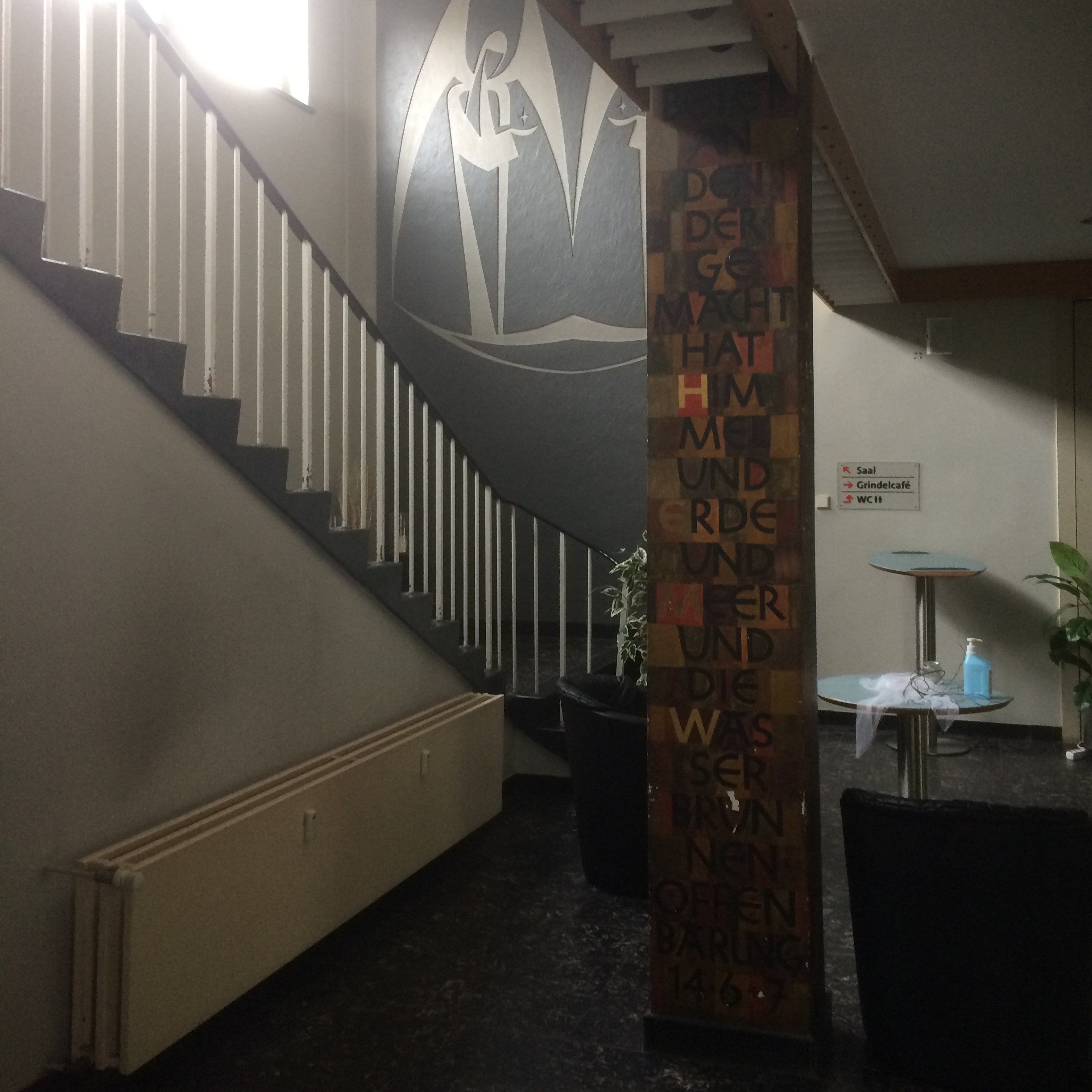
Adventhaus (Grindelkirche), Foyer
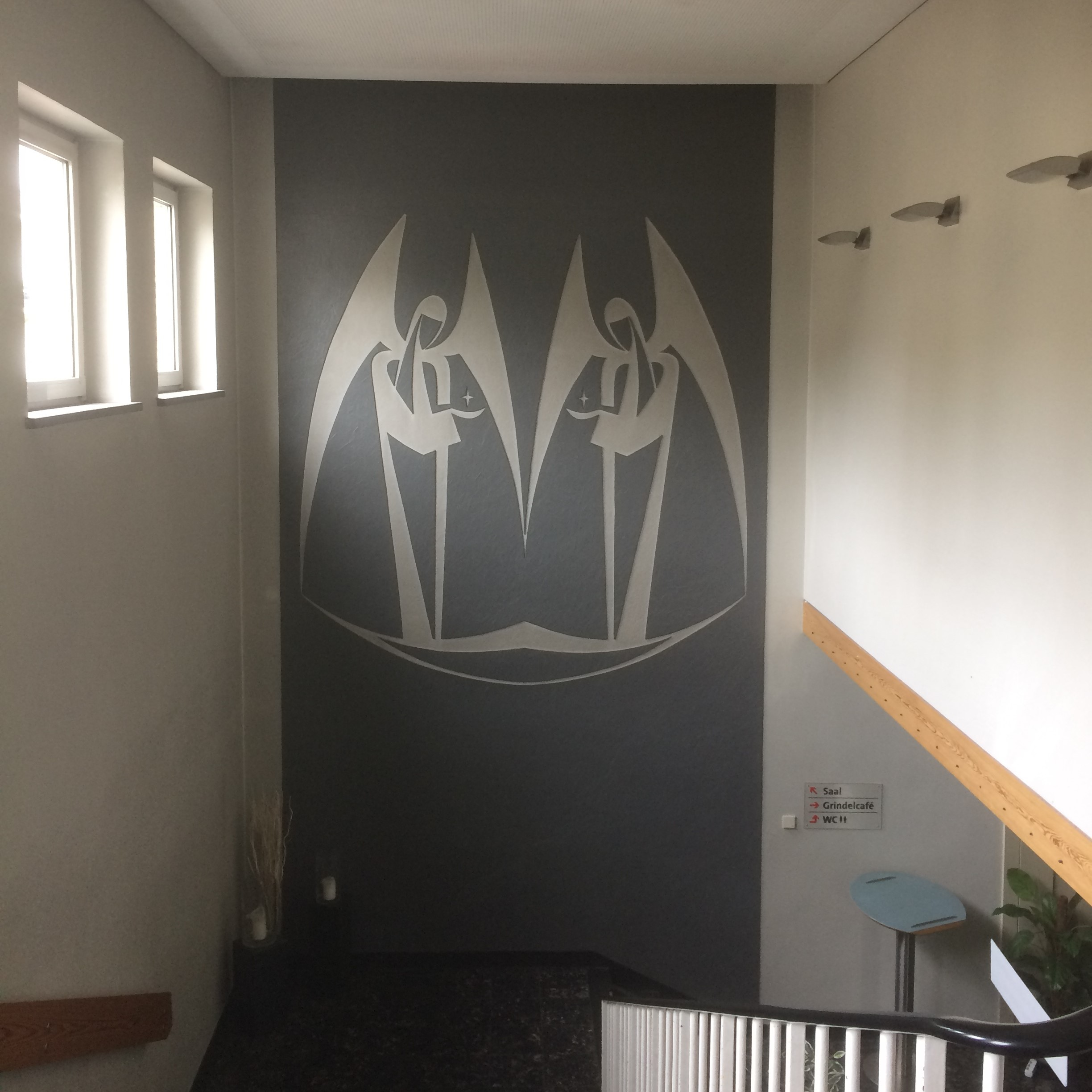
Adventhaus (Grindelkirche), Foyer Wandbild
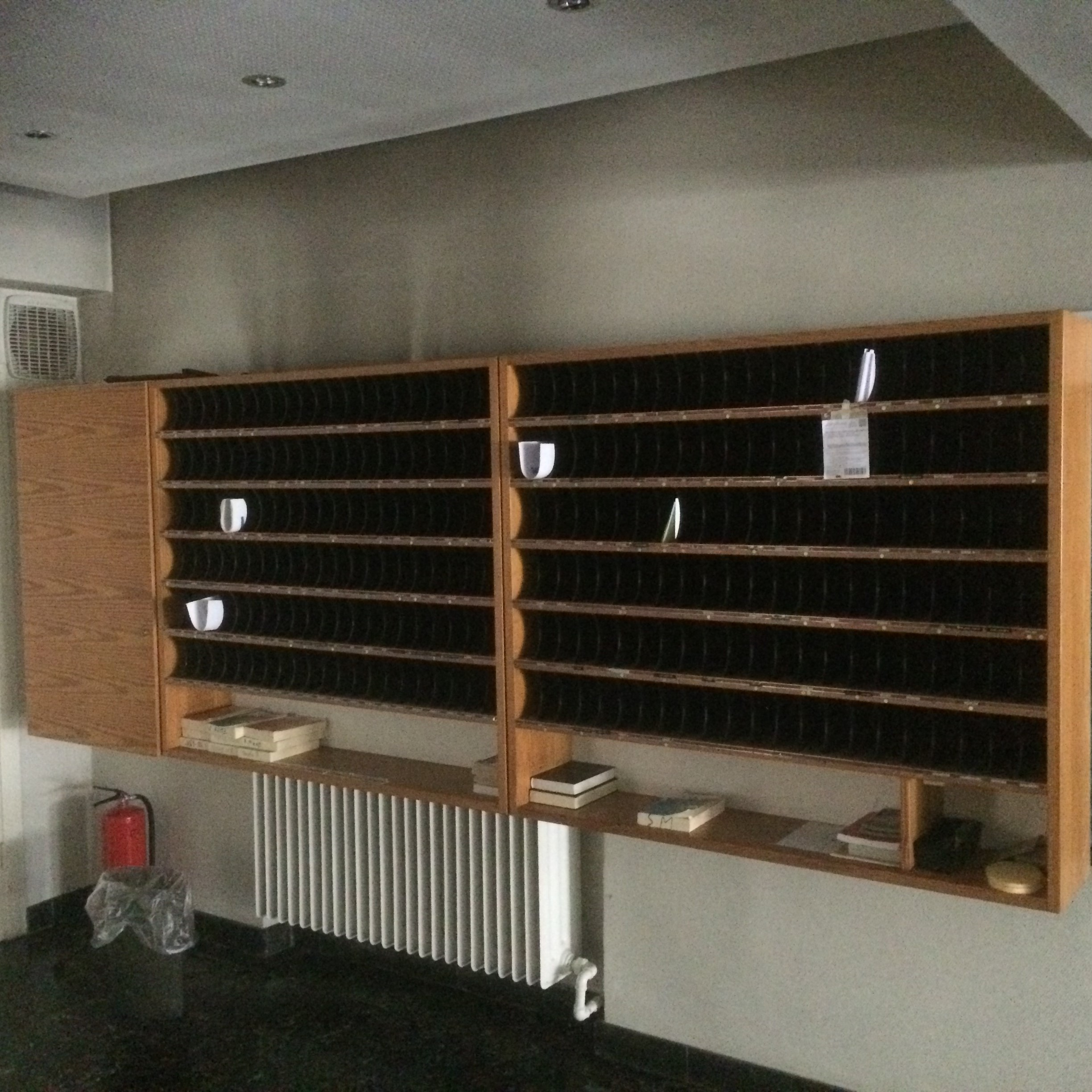
Adventhaus (Grindelkirche), Foyer Postfächer für Mitglieder.

## Bekannte Mitglieder der Kirchengemeinde
- Emmy Behn (1872–1948), Gynäkologin, eine der wenigen Ärztinnen im Deutschen Kaiserreich, ging in Hamburg auf die Höhere Schule und wurde hier als Erwachsene getauft.[8]
- Ludwig Richard Conradi (1856–1939), deutscher Missionar und über viele Jahrzehnte prägender Missionsdirektor der Siebenten-Tags-Adventisten Europa, Afrika und Russland.
- Martha Langer, geb. Bretschneider (1884–1973), Hotelbesitzerin, Gerechte unter den Völkern (hebräisch חסיד אומות העולם Chassid Umot ha-Olam), die Jüdinnen und Juden versteckte und unterstützte.[9]
- Emil Maier-Fürstenfeld (1935–2011), auch bekannt als Emil Maier-F., deutscher Maler, Illustrator und Grafiker.[1]
- Friederike Westphal (1822–1905), deutsch-dänische Malerin, Porträtistin.